# Scarus globiceps
Scarus globiceps là một loài cá biển thuộc chi Scarus trong họ Cá mó. Loài này được mô tả lần đầu tiên vào năm 1840.

## Từ nguyên
Từ định danh của loài được ghép bởi hai từ trong tiếng Latinh: globus ("có hình cầu") và cephalus ("đầu"), hàm ý đề cập đến phần đầu của cá đực hơi nhô lên ở trán.

## Phạm vi phân bố và môi trường sống
Ở Ấn Độ Dương, S. globiceps được ghi nhận dọc theo bờ biển Đông Phi, bao gồm Madagascar và những đảo quốc xung quanh, cùng quần đảo Andaman và Nicobar, đảo Giáng Sinh, đảo Java, bờ biển Tây Úc và các rạn san hô vòng ngoài khơi.
Ở Thái Bình Dương, từ vùng biển Việt Nam (và cả quần đảo Trường Sa), S. globiceps được ghi nhận trên khắp các nhóm đảo thuộc khu vực Tam giác San Hô; ngược lên phía bắc đến quần đảo Ryukyu và quần đảo Ogasawara (Nhật Bản); trải dài về phía đông đến nhiều đảo quốc và quần đảo thuộc châu Đại Dương, xa nhất ở phía đông là đến quần đảo Line và quần đảo Société; giới hạn phía nam đến đảo Lord Howe và Rapa Iti.
S. globiceps sống gần các rạn san hô viền bờ và rạn san hô trong các đầm phá ở độ sâu đến ít nhất là 30 m.

## Mô tả
S. globiceps có chiều dài cơ thể tối đa được biết đến là 45 cm. Vây đuôi cụt ở cá cái, lõm vào trong tạo thành hình lưỡi liềm ở cá đực trưởng thành. Cá đực còn có thêm răng nanh phía sau các phiến răng ở hai hàm.
Cá đực có màu xanh lục lam với các vạch màu cá hồi (hồng cam) trên vảy. Đầu và một phần thân trước lốm đốm các chấm, vạch màu xanh lục. Trước mõm có dải màu hồng tím kéo dài ra sau đến trên rìa nắp mang, băng ngang qua mắt. Vây đuôi có dải màu cam trên mỗi thùy. Vây lưng và vây hậu môn màu xanh, có các dải sọc hồng cam.
Cá cái và cá con có màu nâu xám, thường khó phân biệt với cá cái của những loài Scarus khác trong cùng phạm vi.
Số gai vây lưng: 9; Số tia vây ở vây lưng: 10; Số gai vây hậu môn: 3; Số tia vây ở vây hậu môn: 9; Số tia vây ở vây ngực: 14.

## Sinh thái học
Thức ăn của S. globiceps chủ yếu là tảo. Chúng được quan sát là sinh sản theo cặp hoặc hợp thành nhóm lớn. S. globiceps là loài lưỡng tính tiền nữ, tức cá đực là từ cá cái chuyển đổi giới tính mà thành. S. globiceps cũng thường hay lẫn vào đàn của những loài cá mó khác khi kiếm ăn.

## Thương mại
S. globiceps được đánh bắt để làm thực phẩm, và cũng có thể được xuất khẩu thương mại. Đôi khi, loài này cũng được đánh bắt bởi những người buôn bán cá cảnh.